# Europa Universalis IV
Europa Universalis IV – gra komputerowa z gatunku grand strategy wargame osadzona w realiach epoki nowożytnej, wyprodukowana i wydana przez szwedzkie przedsiębiorstwo Paradox Interactive. Premiera gry odbyła się w 2013 roku w wersji na platformy Microsoft Windows, Macintosh oraz Unix. Europa Universalis IV stanowi czwartą numerycznie i piątą chronologicznie (po grze Europa Universalis: Rzym) część serii gier wojennych pod tytułem Europa Universalis. Gracz w niej przejmuje kontrolę nad dowolnym państwem historycznym z lat 1444–1821, próbując doprowadzić je do miana potęgi poprzez administrację posiadanych terenów, wspieranie rozwoju handlu, prowadzenie dyplomacji oraz działania militarne. Rozgrywka toczy się na planszy podzielonej na prowincje, z których gracz czerpie dochody przeznaczane na bieżące wydatki.
Europa Universalis IV stanowi twórcze rozwinięcie mechanizmów znanych z poprzedniej numerycznie części serii, Europy Universalis III. Oprócz odnowionego silnika graficznego wprowadza nowe rozwiązania w rozgrywce, częściowo zapożyczone z dodatków do Europy Universalis III (podejmowanie decyzji narodowych, zróżnicowanie buntowników i tym podobne elementy mechaniki gry), a po części nowatorskie w ramach serii. Między innymi finansowanie rozwoju technologicznego oraz stabilizacji państwa zostało uproszczone za sprawą systemu punktów monarchy; zmianie uległ również sposób prowadzenia handlu międzypaństwowego.
Europa Universalis IV została wyprodukowana w Paradox Development Studio, którego głównymi pracownikami byli projektanci Johan Andersson oraz Thomas Johansson. Głównym celem twórców było uproszczenie interfejsu gry oraz uczynienie jej bardziej przystępną dla nowicjuszy. Efektem zmian był pozytywny odbiór gry przez krytyków, którzy chwalili rozgrywkę, zmiany w serii oraz oprawę audiowizualną. Europa Universalis IV zyskała także popularność wśród graczy korzystających z systemu dystrybucji cyfrowej Steam.

## Rozgrywka
Europa Universalis IV jest strategiczną grą czasu rzeczywistego, jako że gracz podejmuje w niej działania na bieżąco; twórcy wolą jednak określać ją mianem grand strategy game ze względu na rozbudowaną sieć zależności międzypaństwowych. Gracz rozpoczyna rozgrywkę na planszy, którą można przybliżać i oddalać; początkowo część mapy jest niewidoczna dla gracza, dodatkowo znane już obszary poza zasięgiem widzenia osnute są mgłą wojny. Na górze ekranu widnieją aktualna data w świecie gry i pasek informacyjny ze wskaźnikami dla kierowanego państwa (prestiż, stabilność itd.), a także pasek powiadomień ukazujący pilne zdarzenia oraz sytuacje; na dole ekranu położone są minimapa, pasek narzędziowy z podstawowymi opcjami do wybrania oraz dziennik wydarzeń z całego świata. Dodatkowo możliwe jest otwarcie wyspecjalizowanych interfejsów dotyczących poszczególnych aspektów zarządzania państwa.
W Europie Universalis IV gracz wciela się w przywódcę wybranego przez siebie państwa historycznego. Możliwe jest wybranie dowolnej daty rozpoczęcia gry z przedziału od 11 listopada 1444 roku do 31 grudnia 1820 roku; cel rozgrywki może ustalić sam gracz, aczkolwiek gra opiera się na systemie punktów zwycięstwa, przyznawanych za szczególne osiągnięcia gracza. Zarządzanie własnym państwem opiera się na administracji, dyplomacji, handlu oraz działaniach militarnych.

### Administracja
W Europie Universalis IV państwo gracza podzielone jest na prowincje. Generują one dochody z produkcji i handlu, produkują też jednostki militarne. Gracz w poszczególnych prowincjach może wznosić budynki (na przykład sąd, świątynię czy katedrę), które na przykład zwiększają zdolności produkcyjne czy też siłę roboczą. Budynki podzielone są według kategorii (przykładowo rządowe, produkcyjne) oraz według rodzaju (budynki podstawowe, specjalne oraz manufaktury).
Administracja państwem dokonuje się przy użyciu nowego w serii systemu tzw. punktów monarchy. Państwem nominalnie kierują zmieniający się cyklicznie władcy. Oznaczeni są oni punktami umiejętności administracyjnych, dyplomatycznych i wojskowych, od których zależy skuteczność aktualnego władcy oraz prędkość przyrostu punktów monarchy. Dzięki nim gracz może podejmować decyzje skutkujące między innymi wznoszeniem nowych budowli, zatrudnianiem generałów i admirałów oraz przeprowadzeniem reform państwowych. Osobny element stanowią tzw. decyzje narodowe, czyli ustanawiane przez gracza dekrety skutkujące wprowadzeniem modyfikatorów do współczynników oraz zmianami w ustroju państwa. Możliwe dla gracza jest również zatrudnienie doradców, przynoszących bonusy do wskaźników państwa.
Punkty monarchów służą również do wynajdywania nowych technologii. W Europie Universalis IV nie są one finansowane bezpośrednio z budżetu państwa, jak w poprzednich odsłonach. Technologie w grze zostały podzielone na trzy kategorie: administracyjne, które odblokowują między innymi nowe ustroje, budynki i idee; dyplomatyczne, powiązane oprócz dyplomacji z rozwojem handlu i floty; a także wojskowe, poprawiające współczynniki armii oraz udostępniające nowe rodzaje jednostek. Wspomniane idee narodowe, odblokowywane wraz z postępem technologicznym, dodają nowe opcje dla państwa i modyfikatory do współczynników.
Gracz musi utrzymać stabilność swojego państwa. Jest ona wyrażona poprzez wskaźnik przyjmujący wartości od -3 do +3; stabilność wyższa od zera zmniejsza ryzyko buntów i podnosi dochody z podatków, natomiast niższa obniża skuteczność ściągania podatków i zwiększa prawdopodobieństwo powstań. Jako że w czwartej odsłonie serii zlikwidowano finansowanie odbudowy stabilności z budżetu, gracz może kosztem punktów monarchy spowodować jej przyrost. Na bunty ludności wpływają niekiedy też różnice w wyznawanej przez poszczególne prowincje religii. Z buntownikami, którzy występują w różnych postaciach (od chłopów do nacjonalistów), gracz może pójść na ugodę.

### Ekonomia i handel
Gracz w trakcie rozgrywki wpływa również na budżet państwa. Dochody państwa pochodzą z produkcji, handlu czy też podatków; wydatki obejmują utrzymanie armii i floty, opłacanie prac nad technologiami i tym podobne pozycje. Gracz ma możliwość wpływania na budżet poprzez zmniejszanie wydatków, a w kryzysowych sytuacjach – zaciągania pożyczek. W przeciwieństwie do poprzednich części serii, w których należało spłacić pożyczkę po upływie określonego terminu, w Europie Universalis IV gracz ma możliwość spłaty w dogodnym momencie.
Handel również został zmieniony w stosunku do poprzednich części serii; poprzednio odbywał się w specjalnych centrach handlu, natomiast w Europie Universalis IV do wymiany handlowej przeznaczone są szlaki handlowe. Gracz może czerpać dochody z nich poprzez wysyłanie kupców; możliwości państwa w zakresie handlu zależą między innymi od skuteczności handlu, odległości od szlaku oraz polityki handlowej państwa.

### Dyplomacja i wojna
W grze kluczową rolę odgrywa dyplomacja. Państwa powiązane są siecią zależności dyplomatycznych, zawierając wzajemne sojusze i umowy oraz prowadząc wojny. Stosunki między krajami wyrażone są zakresem liczbowym od -200 do 200. Gracz może – w zależności od rodzaju państwa – wypowiadać wojny, zawierać sojusze, zlecać działania wywiadowcze, zawierać mariaże dynastyczne, podejmować działania ekonomiczne względem innego kraju (wliczając embargo) i tym podobne. W specyficznych warunkach gracz ma również możliwość przejęcia kontroli nad papiestwem bądź Świętym Cesarstwem Rzymskim, co przynosi państwu korzyści.
Wojnę gracz może wypowiedzieć bez uszczerbku na reputacji państwa tylko wtedy, gdy ma stosowne casus belli. W przypadku wojny gracz ma do dyspozycji – w zależności od sytuacji na planszy – armię i flotę. Na tę pierwszą składają się pułki piechoty, kawalerii i artylerii; tę drugą reprezentują okręty ciężkie, lekkie, galery i statki transportowe. Poszczególne jednostki można łączyć w większe armie i vice versa – dzielić większe oddziały na mniejsze; kieruje się je do odpowiednich prowincji poprzez naciśnięcie prawego przycisku myszy. Gdy obie strony konfliktu spotkają się w określonej prowincji lub akwenie, dochodzi do bitwy. Jej wynik w dużej mierze zależy od morale obu stron oraz technologii państw; armia, która straci wszystkie punkty morale, ucieka z pola bitwy. Pomyślny atak na wrogą prowincję skutkuje oblężeniem, po którym gracz ją zajmuje. Prowincje są główną kartą przetargową przy negocjacji z wrogimi siłami; możliwe jest żądanie od wroga na przykład określonych prowincji, zapłacenia kontrybucji, przyznania niepodległości innym państwom lub zerwania układów z innymi państwami.

## Produkcja
Europa Universalis IV została wyprodukowana przez Paradox Development Studio, filię szwedzkiego przedsiębiorstwa Paradox Interactive. Pracami nad grą kierowali Johan Andersson, autor jej projektu, oraz Thomas Johansson, pełniący funkcję głównego projektanta. Po produkcji Europy Universalis III studio producenckie ustaliło, że nowa część serii nie będzie różniła się zbytnio od poprzedniczek. Zamiast tego postanowiono skupić się na dopracowaniu istniejących elementów gry, co nie wykluczało jednak wprowadzenia nowych rozwiązań. Jednym z nich jest system punktów monarchy prowadzący do personalizacji przywódców państw. Został on zapożyczony z innej gry Paradoksu pod nazwą Crusader Kings II: Mroczne wieki z 2012 roku. Podobne zmiany dotyczą systemu handlu, który jednak został maksymalnie uproszczony dla zapewnienia graczowi prostoty obsługi. Ostatnią znaczącą zmianą było wprowadzenie nowego, autorskiego silnika gry Clausewitz Engine, który obsługuje grafikę trójwymiarową.
Zadaniem postawionym przez Johanssona było „uczłowieczenie” gatunku grand strategy game, postrzeganego wówczas jako przeznaczonego jedynie dla koneserów gier strategicznych. Stąd zmiany dotyczące interfejsu, który stał się czytelniejszy dla przeciętnego gracza. Andersson z kolei stwierdził, że zamierza tworzyć gry, w które sam chciałby grać, i tym kierował się przy nadzorowaniu projektu. Zaznaczył przy tym, że Europa Universalis IV niczym nie różni się od poprzednich części serii w kwestii złożoności świata gry. Andersson zdecydował również o przywróceniu systemu wydarzeń historycznych, dopasowanych jednak do rzeczywistości na planszy; stąd w krytycznej sytuacji w Anglii może wybuchnąć konflikt podobny do Wojny Dwóch Róż. Zrównoważono zarazem stopień trudności zarządzania poszczególnymi państwami, aby nie dochodziło do sytuacji, w której na planszy rządzą same imperia. Mimo podobieństw do serii Civilization w zarządzaniu imperium Europa Universalis IV nie narzuca graczowi szczególnego celu; Johansson przyrównał ją do piaskownicy, w której gracz sam ustala, co chce osiągnąć.
Europa Universalis IV miała premierę 13 sierpnia 2013 roku w Stanach Zjednoczonych. Wydał ją sam Paradox Interactive na platformy Microsoft Windows, Macintosh oraz implementacje systemu Unix. Gra była również dystrybuowana poprzez system dystrybucji cyfrowej Steam.

## Dodatki do gry
Do gry ukazały się następujące rozszerzenia, wydane w postaci DLC:
- Europa Universalis IV: American Dream[21]
- Europa Universalis IV: Conquest of Paradise[22]
- Europa Universalis IV: Wealth of Nations[23]
- Europa Universalis IV: Res Publica[24]
- Europa Universalis IV: Art of War[25]
- Europa Universalis IV: Common Sense[26]
- Europa Universalis IV: El Dorado[27]
- Europa Universalis IV: The Cossacks[28]
- Europa Universalis IV: Mare Nostrum[29]
- Europa Universalis IV: Rights of Man[30]
- Europa Universalis IV: Mandate of Heaven[31]
- Europa Universalis IV: Third Rome[32]
- Europa Universalis IV: Cradle of Civilization[33]
- Europa Universalis IV: Rule Britannia[34]
- Europa Universalis IV: Dharma[35]
- Europa Universalis IV: Golden Century[36]
- Europa Universalis IV: Emperor[37]
- Europa Universalis IV: Leviathan[38]
- Europa Universalis IV: Origins[39]
- Europa Universalis IV: Lions Of The North[40]
- Europa Universalis IV: Domination[41]
- Europa Universalis IV: Winds of Change[42]

Wraz z aktualizacją 1.35.4 producent rozpoczął wydawanie edukacyjnych rozszerzeń, pt. History Lessons, które zawierają komentarze popularyzatorów historii. W pierwszej części udział wziął Laszlo Montgomery, gospodarz podcastu „History of China”, w drugiej Isaac Meyer z „History of Japan”.

## Odbiór gry
Europa Universalis IV została entuzjastycznie przyjęta przez recenzentów; zyskała też popularność wśród graczy, gdyż w sierpniu 2013 roku znajdowała się w czołówce najczęściej kupowanych gier dystrybuowanych przez Steam. Maciej Kozłowski ze strony Gry-Online stwierdził, że „to zdecydowanie najlepsza, najbardziej satysfakcjonująca i najciekawsza część sagi”. Zdaniem T.J. Hafera z amerykańskiego pisma „PC Gamer” pozycja, będąca arcydziełem wśród gier strategicznych, idealnie wypełnia niszę między Civilization V oraz tradycyjnymi strategicznymi grami wojennymi. Daniel Shannon z portalu GameSpot uznał Europę Universalis IV za szczytowe osiągnięcie serii; tak samo ocenił grę redaktor witryny IGN Rowan Kaiser, upatrując w niej pozycję godną klasyka gatunku.
Krytycy doceniali na ogół rozgrywkę oraz zmiany wprowadzone w stosunku do poprzednich części serii. Kaiser docenił fakt, że gra w sposób logiczny za pomocą wydarzeń losowych konstruuje sytuację na planszy, nie idąc jednak po linii sztywnej prawdy historycznej. Shannon pozytywnie ocenił też nowy sposób wysyłania dyplomatów, misjonarzy, osadników i kolonistów, którzy pozostają w miejscu przeznaczenia aż do osiągnięcia sukcesu, za co grę chwalił również José Álvaro Sañudo Díaz z hiszpańskiej strony Meristation. Shannon uznał za właściwe także zmiany w zachowaniu sztucznej inteligencji, zarazem krytykował jednak grę w chwili premiery za poważne błędy konstrukcyjne, w rodzaju wasali stających się przywódcami sojuszu militarnego. Ponadto Claudio Chianese z włoskiej filii IGN-u zwrócił uwagę na to, że Europa Universalis IV zbytnio opiera się na systemie punktów monarchy, co ogranicza możliwości gracza. Ponadto jego zdaniem nadal bardzo trudno kieruje się pozaeuropejskimi państwami, przy czym narzekał na ahistoryczny system frakcji w przypadku państwa dynastii Ming.
Pochwały zebrały także nowy interfejs i oprawa audiowizualna. Mattias Holberg, redaktor szwedzkiej filii portalu Eurogamer, uznał interfejs za dużo bardziej intuicyjny niż w poprzednich częściach serii, a tym samym zwiększający przyjemność z rozgrywki; zarazem zwrócił uwagę na to, że nadal gra jest bardzo skomplikowana. Zdaniem Kozłowskiego stopień złożoności rozgrywki nawet się zwiększył, ale recenzent docenił fakt, że wszystkie ważniejsze wskaźniki zostały pokazane „w czytelny i zrozumiały sposób”, według Hafera – graniczący nawet z traktowaniem gracza jak idioty. Shannon zarazem zauważył, że dołączony do gry samouczek nadal nie wyjaśnia wielu tajników rozgrywki. Kaiser był też zniesmaczony systemem handlu, który na tle złożonych elementów gry wydał mu się trywialny. Powszechnie chwalono natomiast nowy silnik graficzny; Shannon opisał mapę terenu jako „fantastyczną” i pełną życia, Kozłowski z aplauzem przyjął drobiazgowe elementy mapy oraz modele postaci, Díaz zaś uznał oprawę graficzną za przełom techniczny w porównaniu nie tylko z poprzednimi grami serii, ale również względem innych gier Paradoksu korzystających z Clausewitz. W podsumowaniu Shannon stwierdził, że zmiany w porównaniu z poprzednimi częściami serii są zdecydowanie na plus, a zdaniem Holmberga Europa Universalis IV stanowi archetyp wśród gier strategicznych.